# Elizabeth Springs
Elizabeth Springs är en källa i Australien. Den ligger i delstaten Queensland, omkring 1 300 kilometer väster om delstatshuvudstaden Brisbane.
Trakten runt Elizabeth Springs är nära nog obefolkad, med mindre än två invånare per kvadratkilometer.. Det finns inga samhällen i närheten.
Omgivningarna runt Elizabeth Springs är i huvudsak ett öppet busklandskap. Genomsnittlig årsnederbörd är 297 millimeter. Den regnigaste månaden är februari, med i genomsnitt 109 mm nederbörd, och den torraste är oktober, med 1 mm nederbörd.